# Лившиц, Владимир (футболист)
Владимир Лившиц (рум. Vladimir Livșiț; род. 24 марта 1984, Бендеры) — молдавский и израильский футболист, вратарь.

## Биография
Воспитанник тираспольского футбола, начал заниматься в местной СДЮШОР-4 в 9-летнем возрасте, тренер — Сергей Торопов. Во взрослом футболе дебютировал в 2001 году в высшем дивизионе Молдавии в составе «Тирасполя», но не смог закрепиться в основе команды. Спустя несколько лет перешёл в другой тираспольский клуб — «Тилигул-Тирас».
В 2008 году выступал в высшем дивизионе Ирландии за «Корк Сити», сыграл 31 матч, а его клуб финишировал на пятом месте. Затем играл в низших лигах Румынии за «Конпет» и второй состав клуба «Пандурий».
После возвращения в Молдавию играл за клубы высшей лиги «Костулены», «ЦСКА-Рапид» (Гидигич), «Тирасполь», «Заря» (Бельцы). С клубом «ЦСКА-Рапид» стал финалистом Кубка Молдавии 2011/12. В 2012 году, выступая за «Рапид», отбил 5 из 6 пенальти в свои ворота. С «Тирасполем» в сезоне 2013/14 стал серебряным призёром чемпионата страны, но сыграл лишь 8 матчей, будучи дублёром болгарина Георги Георгиева. С «Зарёй» стал обладателем (2015/16) и финалистом (2016/17) национального Кубка. В 2018 году был капитаном «Зари» и единственным игроком высшего дивизиона, отыгравшим все 28 матчей без замен, однако его команда финишировала на последнем месте.
Всего в высшей лиге Молдавии сыграл более 150 матчей. Принимал участие в играх еврокубков.
В 2011 году вызывался в расширенный состав сборной Молдавии, однако в официальных матчах не играл.
В конце 2018 года эмигрировал с женой и сыном в Израиль, где продолжил играть в футбол в клубах низших лиг.

## Достижения
- Серебряный призёр чемпионата Молдавии: 2013/14
- Обладатель Кубка Молдавии: 2015/16
- Финалист Кубка Молдавии: 2011/12, 2016/17